# Alibi perfetto

Alibi perfetto est un film italien réalisé par Aldo Lado et sorti en 1992.

## Fiche technique
- Titre anglais : Circle of Fear
- Réalisation : Aldo Lado
- Scénario : Dardano Sacchetti, Robert Brodie Booth, Aldo Lado, d'après une histoire de Dardano Sacchetti
- Photographie : Luigi Kuveiller
- Musique : Romano Mussolini
- Montage : Peter Money
- Durée : 95 minutes
- Dates de sortie: 
  - 27 août 1992 ( Italie)

## Distribution
- Michael Woods : Tony Giordani
- Kay Rush : Lisa Bonnetti
- Annie Girardot : Contesse
- Carla Cassola : Lawyer
- Gianna Paola Scaffidi : Elvi Giordani
- Philippe Leroy : chef de la police
- Burt Young : Mancini